# Cessaniti
Cessaniti är en ort och kommun i provinsen Vibo Valentia i regionen Kalabrien i Italien. Kommunen hade 3 232 invånare (2017).